# هاردستية مونتانية
الهاردستية المونتانية (الاسم العلمي:†Hardistiella montanensis) هي نوع منقرض من اللافكيات تتبع جنس الهاردستية من فصيلة جلكيات مايو.